# مخاط قلیایی
مخاط قلیایی مایعِ غلیظی است که در بدنِ جانداران ساخته و ترشح می‌شود که در محیط‌های اسیدی مانند معده، از بافتِ درمعرض اسید محافظت می‌کند.

## مواد
مخاطی که عملکرد محافظتی در برابر محیط‌های اسیدی دارد عموماً گران‌رَویِ بالایی دارد، اگرچه ضخامت و گران‌رویِ لایهٔ مخاطی می‌تواند بنابر عوامل متعددی متفاوت باشد. مثلا ضخامتِ مخاط قلیایی در معده با گشادشدنِ معده (بازشدنِ معده)، افزایش می یابد. سطح pH مخاط نیز در گران‌رویِ آن نقش دارد چون سطوح pH بالاتر، گران‌روی مخاط را کمتر می‌کنند. همچنین عوامل مهاجمی مانند هلیکوباکتر پیلوری که باعث زخم معده می‌شود، می‌توانند PH مخاط را تغییر دهند تا مخاط به اندازه کافی انعطاف‌پذیر و رقیق شود. همچنین قرارگرفتن در معرض هوای اتمسفر هم باعث افزایش سطح pH مخاط قلیایی می‌شود.

## در انسان
در انسان، مخاط قلیایی در چندین اندام وجود دارد و با خاصیت قلیایینِگی و گران‌روی بالا موجب محافظت می‌شود. مخاط قلیایی در چشم، معده، بزاق و دهانهٔ رحم انسان وجود دارد.
در معده، مخاط قلیایی را غدد معده در لایهٔ مخاط معده ترشح می‌کنند. ترشحِ این مخاط قلیایی برای محافظت از غشای مخاطیِ معده در برابر اسیدِ آزادشده برای گوارش، ضروری است. زخم‌ها می‌توانند در نتیجهٔ آسیبِ واردشده به سد مخاطی معده ایجاد شوند. نشان داده شده‌است که زخمِ دوازدهه در جاهایی ایجاد می‌شود که در تماس مستقیم با پپسین و اسیدها است. برای جلوگیری از آسیب و محافظت از اپیتلیوم مخاطی، ترشحات مخاط قلیایی در دستگاه گوارش، هنگام خوردن غذا افزایش می‌یابند.
در دهانهٔ رحم، مخاط قلیایی، دارای خواص باکتری‌کشی برای محافظت از دهانه رحم، خودِ رحم، حفره صفاقی و واژن در برابر میکروب‌ها است.